# Acanthocyclops caesariatus
Acanthocyclops caesariatus is een eenoogkreeftjessoort uit de familie van de Cyclopidae. De wetenschappelijke naam van de soort is voor het eerst geldig gepubliceerd in 2009 door Mercado-Salas & Suárez-Morales.